# Bão tuyết lớn

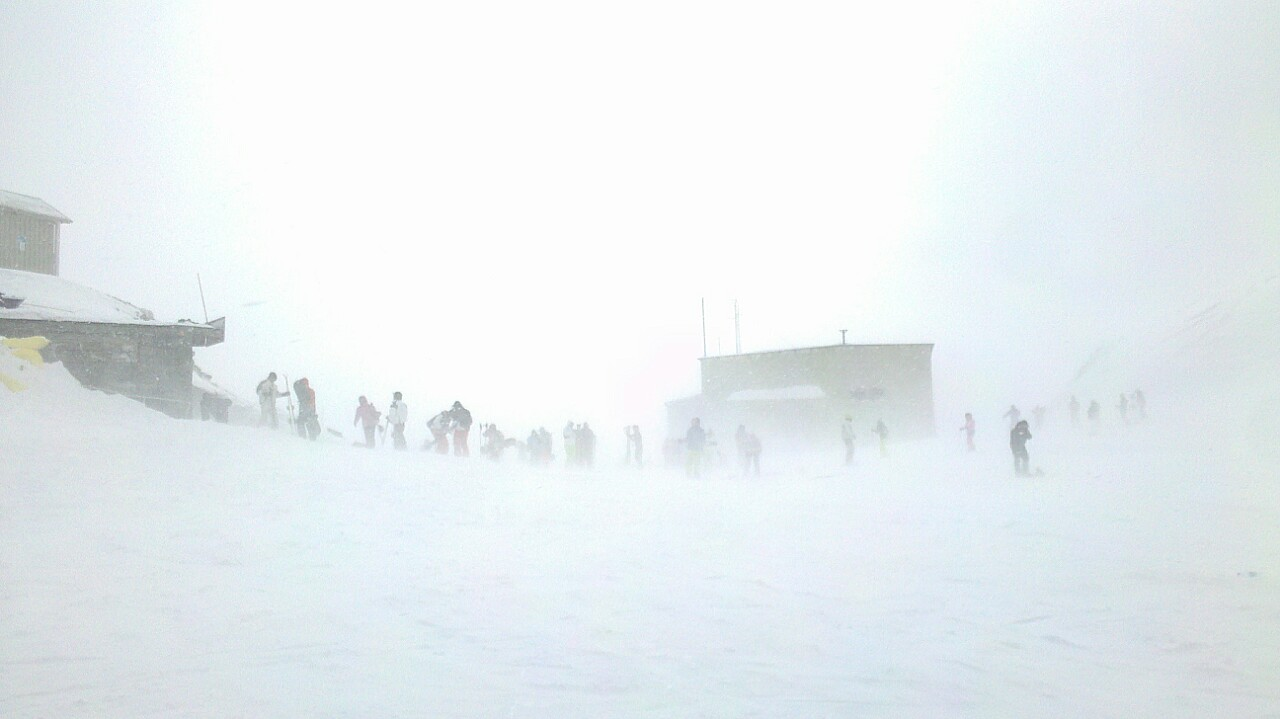
Bão tuyết rơi vào khu đi ski Tochal Tehran.

Bão tuyết lớn có tên riêng (tiếng Anh: Blizzard) là một cơn bão tuyết dữ dội đặc trưng bởi gió mạnh kéo dài ít nhất 35 mph (56 km/h) và kéo dài trong một khoảng thời gian dài - thường khoảng ba giờ hoặc lâu hơn. Một trận bão tuyết mặt đất (ground blizzard) là điều kiện thời tiết nơi tuyết không rơi nhưng tuyết rơi trên mặt đất được nâng lên và thổi bởi gió mạnh.

## Định nghĩa và từ nguyên
Tại Hoa Kỳ, Dịch vụ Thời tiết Quốc gia định nghĩa một blizzard (cơn bão tuyết lớn) như là một cơn bão tuyết dữ dội được đặc trưng bởi những cơn gió mạnh gây ra tuyết rơi, dẫn đến khả năng nhìn thấy thấp. Sự khác biệt giữa blizzard và snow storm (bão tuyết) là sức mạnh của gió chứ không phải lượng tuyết. Để là một blizzard, bão tuyết phải có gió mạnh và thường xuyên lớn hơn hoặc bằng 56 km/h (35 dặm / giờ) với tuyết thổi hoặc trôi làm giảm tầm nhìn đến 400 m hoặc 0,25 mi hoặc ít hơn và phải kéo dài một thời gian - thường là ba giờ hoặc nhiều hơn.
Trong khi tuyết lạnh và lượng tuyết lớn có thể đi cùng với bão tuyết, chúng không bắt buộc. Blizzard có thể mang lại các điều kiện tuyết mù, và có thể làm tê liệt các vùng trong nhiều ngày, đặc biệt khi tuyết rơi bất thường hoặc hiếm.
Một trận bão tuyết khốc liệt có gió lớn hơn 72 km/h (45 dặm / giờ), tầm nhìn gần bằng 0 và nhiệt độ -12 °C (10 °F) hoặc thấp hơn. Ở Nam Cực, các trận bão tuyết liên quan đến những cơn gió tràn qua mép của cao nguyên băng với tốc độ trung bình là 160 km/h (99 mph).
Bão tuyết trên mặt đất đề cập đến điều kiện thời tiết nơi tuyết rời hoặc băng trên mặt đất được nâng lên và thổi bay bởi gió mạnh. Sự khác biệt chính giữa trận bão tuyết mặt đất trái ngược với một cơn bão tuyết thông thường là trong một trận bão tuyết mặt đất không có lượng mưa hay tuyết được tạo ra vào thời điểm đó, nhưng tất cả lượng mưa đã có mặt ở dạng tuyết hoặc băng ở bề mặt.
Cục Khí tượng Úc mô tả một cơn bão tuyết lớn như sau: "Gió vũ bão và rất lạnh, chở tuyết, ít nhất một phần, trong số đó đã được nâng lên từ tuyết phủ mặt đất".
Từ điển Anh ngữ Oxford kết luận cụm từ blizzard có nguồn gốc từ cùng một nghĩa như thổi, nổ, phồng lên, thổi ào ào (blow, blast, blister, and bluster) lần sử dụng đầu tiên cho thời tiết được ghi lại vào thời điểm năm 1829, khi nó được định nghĩa là "cú thổi dữ dội". Nó đạt được định nghĩa hiện đại của nó vào năm 1859 khi nó được sử dụng ở miền tây nước Mỹ. Thuật ngữ trở nên phổ biến trên báo chí trong mùa đông khắc nghiệt năm 1880-1881.

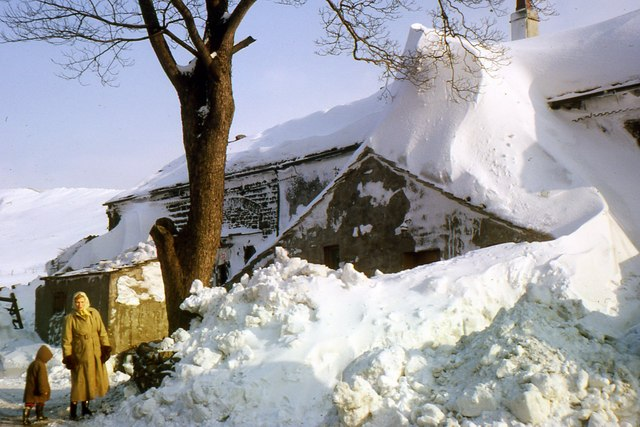
Tuyết trôi dạt gần Burrow-with-Burrow, Lancashire, Anh, tháng 1 năm 1963

## Hệ thống bão Hoa Kỳ

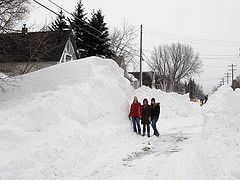
Duluth, trận bão tuyết ở Minnesota, tháng 3 năm 2007

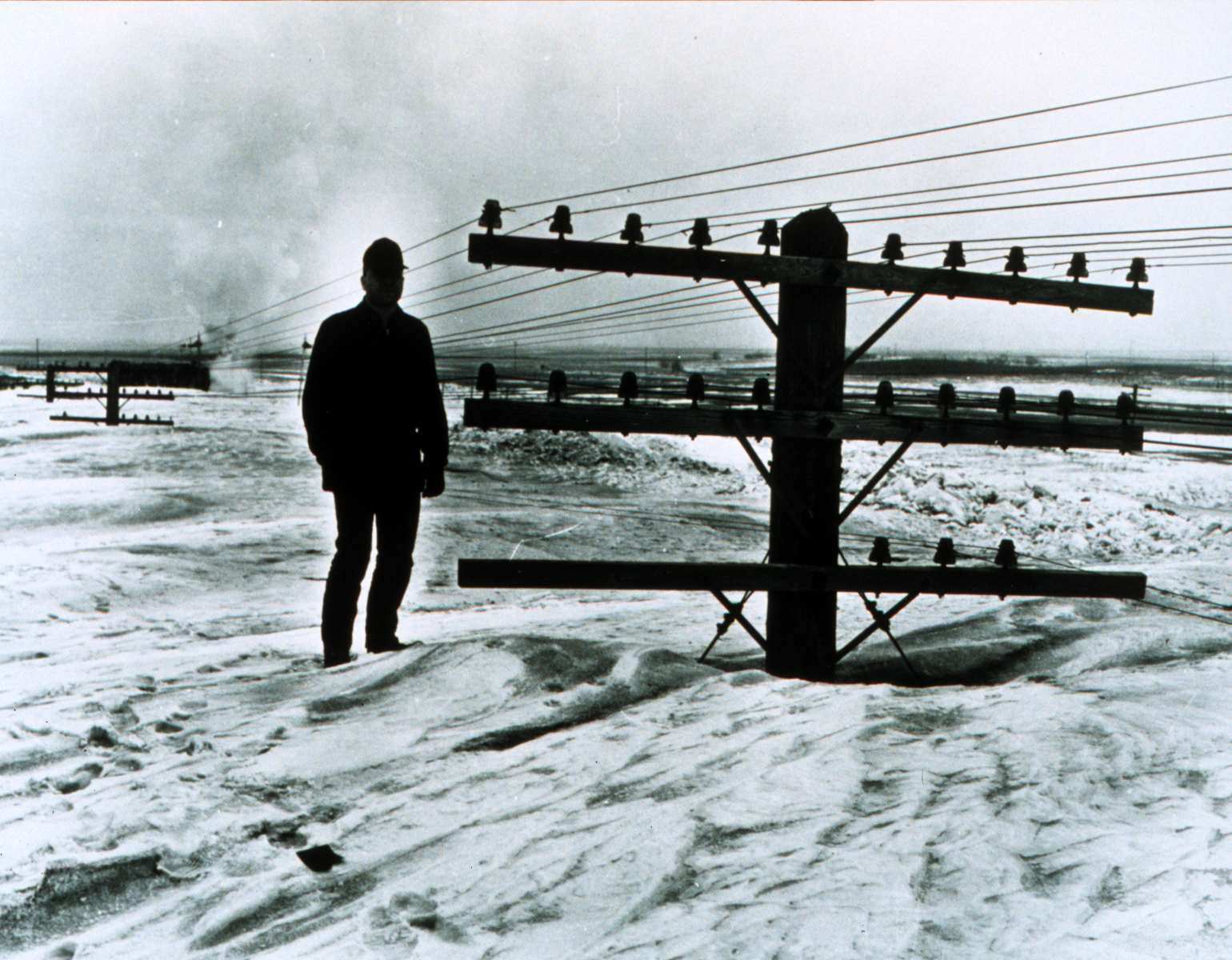
Bão tuyết tháng ba ở Bắc Dakota, 1966.

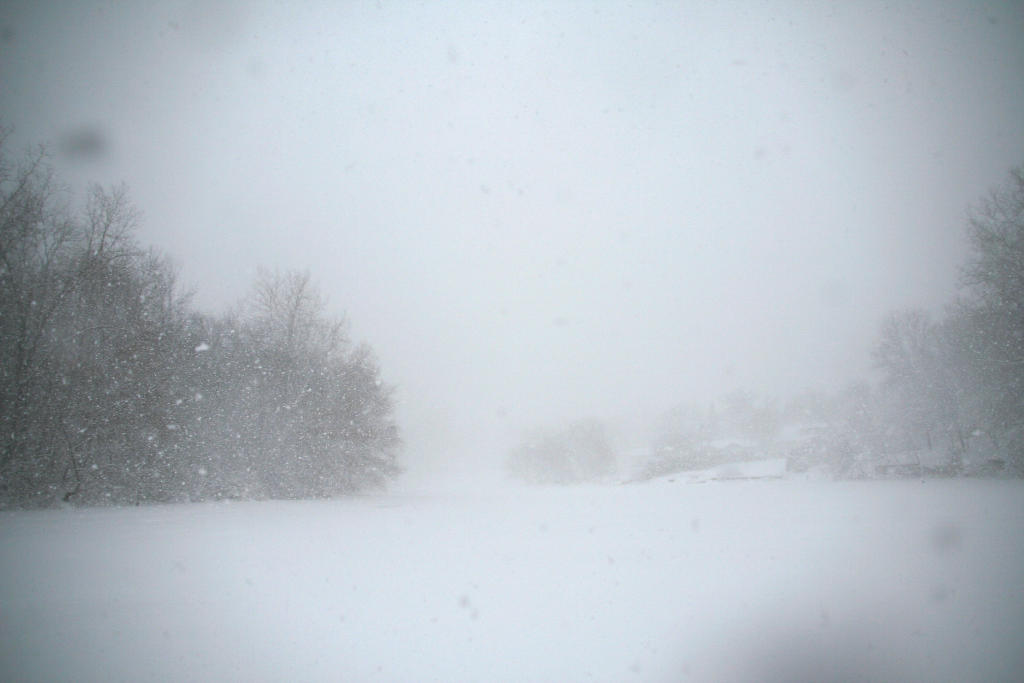
Các điều kiện tiếp cận đợt báo tuyết lớn ở Minnesota, vào ngày 1 tháng 3 năm 2007. Lưu ý đường chân trời không rõ ràng gần trung tâm.

Ở Hoa Kỳ, các hệ thống bão đủ mạnh để gây ra các trận bão tuyết lớn thường xảy ra khi luồng dòng tia đi sâu xuống phía nam, cho phép không khí bắc cực lạnh và khô ở phía Bắc va chạm với không khí ấm áp, ẩm ướt di chuyển từ phía nam lên Chúng phổ biến nhất ở Great Plains, các bang Great Lakes, và các bang phía đông bắc dọc theo bờ biển, và ít phổ biến ở Tây Bắc Thái Bình Dương.
Khi không khí lạnh, ẩm từ Thái Bình Dương di chuyển về phía đông tới Dãy núi Rocky và Great Plains, và không khí ấm, ẩm ướt di chuyển từ phía Vịnh Mêhicô lên phía bắc, tất cả những gì cần thiết là sự chuyển động của không khí bbawsc cực lạnh dichuyeern về phía nam để tạo thành các điều kiện cho cơn bão tuyết lớn tiềm ẩn có thể kéo dài từ Texas Panhandle đến Great Lakes.
Một hệ thống bão khác xảy ra khi một lõi lạnh thấp trên vùng Vịnh Hudson ở Canada bị di dời về phía nam qua đông nam Canada, Hồ Great Lakes và New England. Khi mặt trời lạnh chuyển động nhanh với khí nóng lên phía bắc từ Vịnh Mêhicô, gió mặt mạnh, phản ứng không khí lạnh đáng kể và lượng mưa đông kéo dài.
Các điều kiện tiếp cận đợt báo tuyết ở Minnesota, vào ngày 1 tháng 3 năm 2007. Lưu ý đường chân trời không rõ ràng gần trung tâm.
Các hệ thống áp lực thấp di chuyển ra khỏi dãy núi Rocky đến Great Plains, một vùng đất rộng bằng phẳng, phần lớn diện tích bao phủ bởi đồng cỏ, thảo nguyên và đồng cỏ, có thể gây ra sấm sét và mưa phía nam, tuyết rơi dày và gió mạnh về phía bắc. Với ít cây cối hoặc các vật cản khác để giảm gió và thổi, vùng này của đất nước đặc biệt dễ bị tổn thương bởi các trận bão tuyết với nhiệt độ rất thấp và điều kiện trắng. Trong một whiteout thật sự không có đường chân trời nhìn thấy. Mọi người có thể bị lạc trong sân trước của chính họ, khi cửa chỉ cách 3 m (10 ft), và họ sẽ phải cảm thấy đường trở lại. Người lái xe ô tô phải dừng lại ô tô của họ ở đâu, vì đường không thể nhìn thấy được.
Một hệ thống bão khác xảy ra khi một vùng áp suất thấp lõi lạnh trên vùng Vịnh Hudson ở Canada bị di dời về phía nam qua đông nam Canada, Great Lakes và New England. Khi frông lạnh chuyển động nhanh đụng với khí nóng lên phía bắc từ Vịnh Mêhicô, gió bề mặt mạnh, bình lưu không khí lạnh đáng kể và lượng mưa đông xảy ra rộng rãi.
Các hệ thống áp suất thấp di chuyển ra khỏi dãy núi Rocky đến Great Plains, một vùng đất rộng bằng phẳng, phần lớn diện tích bao phủ bởi prairie, thảo nguyên và đồng cỏ, có thể gây ra sấm sét và mưa phía nam, tuyết rơi dày và gió mạnh về phía bắc. Với ít cây cối hoặc các vật cản khác để giảm gió, vùng này của nước Mỹ đặc biệt dễ bị tổn thương bởi các trận bão tuyết lớn với nhiệt độ rất thấp và điều kiện whiteout. Trong một whiteout thật sự không có đường chân trời nhìn thấy. Mọi người có thể bị lạc trong sân trước của chính họ, khi cửa chỉ cách 3 m (10 ft), và họ sẽ phải mò kiếm đường trở lại. Người lái xe ô tô phải dừng lại ô tô của họ lại nơi họ đang đi, vì đường không thể nhìn thấy được.

### Blizzard Nor'easter

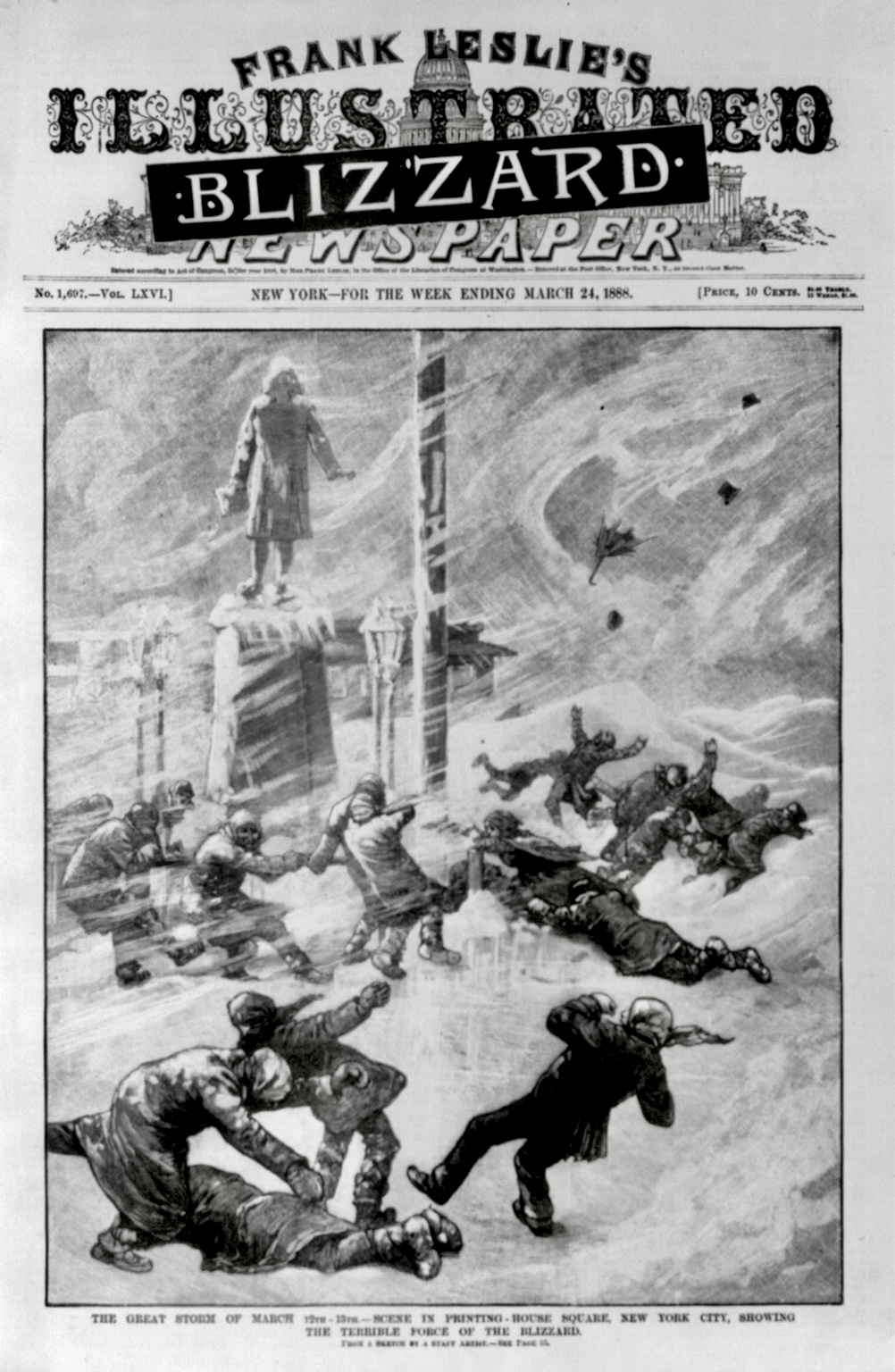
Minh hoạ của Great Blizzard năm 1888

Một Nor'easter là một cơn bão quy mô lớn dọc theo bờ biển phía trên phía đông của Hoa Kỳ và Đại Tây Dương của Canada. Nó được đặt tên theo hướng gió đến. Việc sử dụng thuật ngữ ở Bắc Mỹ bắt nguồn từ cơn gió liên quan đến nhiều loại bão khác nhau, một số có thể hình thành ở Bắc Đại Tây Dương và một số ở phía Nam xa đến Vịnh Mexico. Thuật ngữ này thường được sử dụng ở các vùng ven biển của New England và Atlantic Canada. Loại cơn bão này có những đặc điểm tương tự như cơn bão nhiệt đới lớn (hurricane). Cụ thể hơn nó mô tả một khu vực có áp suất thấp mà trung tâm lốc xoáy của nó chỉ ở ngoài bờ biển phía Đông và có gió hàng đầu trong góc trái phía trước xoay trên đất từ phía đông bắc. Sóng bão lớn có thể đánh chìm các tàu biển và gây ra lũ lụt ven biển và xói mòn bãi biển. Những nor'easters nổi tiếng bao gồm The Great Blizzard năm 1888, một trong những trận bão tuyết lớn tồi tệ nhất trong lịch sử Hoa Kỳ. Nó rơi tuyết dầy 100–130 cm (40–50 in) và có gió duy trì hơn 45 dặm một giờ (72 km/h) mà sinh ra tuyết trôi dạt (snowdrift) vượt quá 50 feet (15 m). Đường sắt bị đóng cửa và mọi người bị giam trong nhà của họ cho tới một tuần. Nó giết chết 400 người, chủ yếu ở tiểu bang New York.

## Các trận bão tuyết lớn lịch sử

### Blizzard Iran 1972
Blizzard của Iran năm 1972, gây ra 4.000 cái chết được tường thuật, là trận bão tuyết nguy hiểm nhất được ghi nhận trong lịch sử. Tuyết rơi xuống nhiều đến 26 feet (7.9 m), nó đã bao phủ toàn bộ 200 ngôi làng. Sau khi tuyết rơi kéo dài gần một tuần, một diện tích lớn cỡ bang Wisconsin đã hoàn toàn bị chôn vùi dưới tuyết.

### Mùa Đông Tuyết 1880–1881

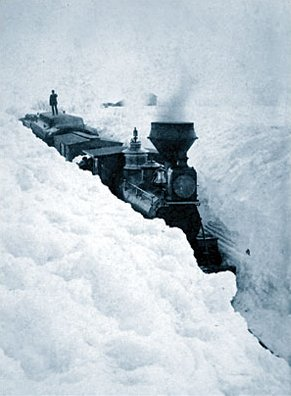
Một cuộc phong tỏa tuyết ở miền nam Minnesota. Vào ngày 29 tháng 3 năm 1881, tuyết trôi dạt ở Minnesota cao hơn đầu máy xe lửa.

Mùa đông năm 1880-1881 được coi là mùa đông khắc nghiệt nhất từng được biết đến ở Hoa Kỳ. Rất nhiều trẻ em và bố mẹ đã học về "Mùa Đông Tuyết" qua cuốn sách dành cho thiếu nhi "The Long Winter" của Laura Ingalls Wilder, trong đó tác giả kể về những nỗ lực của gia đình mình để tồn tại. Tuyết vào tháng 10 năm 1880 và hết blizzard này tới blizzard khác rơi khắp mùa đông cho tới tháng 3 năm 1881, khiến nhiều vùng phủ tuyết suốt mùa đông. Chi tiết chính xác trong cuốn tiểu thuyết của Wilder bao gồm tần số của các trận bão tuyết lớn và cái lạnh giá buốt, Công ty đường rày xe lửa Chicago và Bắc Tây dừng chạy cho tới khi tan băng vào mùa xuân bởi vì tuyết đã làm những tuyến đường không thể đi qua được, làm người dân thành thi gần chết đóivà lòng can đảm của người chồng tương lai của cô Almanzo và một người đàn ông khác, những người đã phiêu lưu trên đồng cỏ để tìm kiếm một kho lúa mỳ mà không ai chắc chắn là đã tồn tại.
Bão tuyết lớn Tháng Mười mang tuyết rơi dày đến nỗi những ngôi nhà hai tầng có tuyết lên tới cửa sổ tầng hai. Không ai chuẩn bị cho tuyết nhiều vào đầu mùa và nông dân ở khắp vùng bị rơi vào tình trạng là vụ mùa của họ thậm chí còn chưa được gặt hái, hạt ngũ cốc của họ chưa được xay xát, hoặc chưa chuẩn bị nhiên liệu cho mùa đông sắp tới. Vào tháng Giêng, dịch vụ tàu hỏa gần như bị đình chỉ hoàn toàn trong khu vực. Tuyến đường sắt đã thuê nhiều nam thanh niên dọn tuyết tại các tuyến đường nhưng đó là một nỗ lực lãng phí: Ngay sau khi họ chuẩn bị xong một đoạn đường, một cơn bão mới đến, làm ngập tuyết đầy đường và làm công việc của họ trở thành vô ích.
Không có tan tuyết mùa đông vào ngày 2 tháng 2 năm 1881, trận bão tuyết lớn thứ hai xảy ra kéo dài chín ngày. Trong các thị trấn, những con đường được lấp đầy bằng những đống tuyết trôi dạt cứng lên tới đỉnh của tòa nhà và đường hầm là cần thiết để đảm bảo an toàn cho việc đi qua thành phố. Các ngôi nhà và chuồng trại được che phủ hoàn toàn, bắt buộc nông dân phải đi vào đường hầm để tiếp cận và nuôi gia súc.
Khi tuyết cuối cùng tan chảy vào cuối mùa xuân năm 1881,nhiều vùng đồng bằng đã bị ngập lụt. Những ách đọng băng lớn đã làm tắc nghẽn dòng sông Missouri và khi chúng vỡ ra các vùng hạ du bị tàn phá. Hầu hết các thị trấn Yankton, bây giờ là Nam Dakota, đã bị quét sạch khi sông tràn lên bờ của nó.

### Bão của thế kỷ

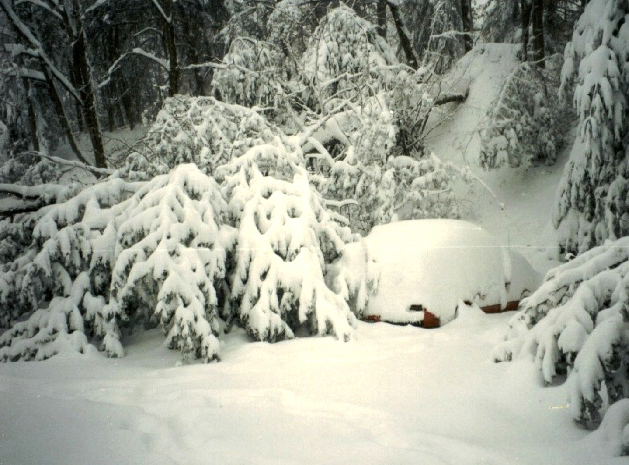
Dưới trọng lượng của tuyết, một cây đổ bên cạnh một chiếc xe hơi ở Asheville, North Carolina

Bão của thế kỷ, còn được gọi là Great Blizzard năm 1993, là một trận lốc xoáy lớn đã hình thành trên Vịnh Mexico vào ngày 12 tháng 3 năm 1993 và tan rã ở Bắc Đại Tây Dương vào ngày 15 tháng 3. Nó độc đáo với cường độ của nó, kích thước lớn và hiệu quả rộng. Ở độ cao của nó, cơn bão kéo dài từ Canada về phía Trung Mỹ, nhưng tác động chính của nó là về phía Đông Hoa Kỳ và Cuba. Lốc xoáy di chuyển qua Vịnh Mexico, và sau đó qua Đông Hoa Kỳ trước khi chuyển đến Canada. Các khu vực ở phía Nam như trung tâm Alabama và Georgia đã nhận được tuyết từ 15 đến 20 cm (6 đến 8 inch) và các khu vực như Birmingham, Alabama, nhận được đến 30 cm (12 inch) và theo các báo cáo bị cô lập là 41 cm (16 inch). Ngay cả Florida Panhandle báo cáo lên đến 10 cm (4 inch), với gió mạnh cường độ cơn bão lớn và áp lực barometric thấp kỷ lục. Giữa Louisiana và Cuba, gió mạnh cường độ cơn bão lớn ở tây bắc Florida, cùng với những cơn lốc xoáy rải rác đã giết chết hàng chục người. Nhiệt độ lạnh kỷ lục đã được nhìn thấy qua các phần của Nam và Đông sau cơn bão này. Tại Hoa Kỳ, cơn bão là nguyên nhân gây mất điện cho hơn 10 triệu khách hàng. Nó được cho là đã được trực tiếp trải qua bởi gần 40 phần trăm dân số của nước Mỹ vào thời điểm đó. Tổng cộng 310 người, trong đó có 10 người Cuba, đã thiệt mạng trong cơn bão này.